# تاج‌های شاهنشاهان ساسانی

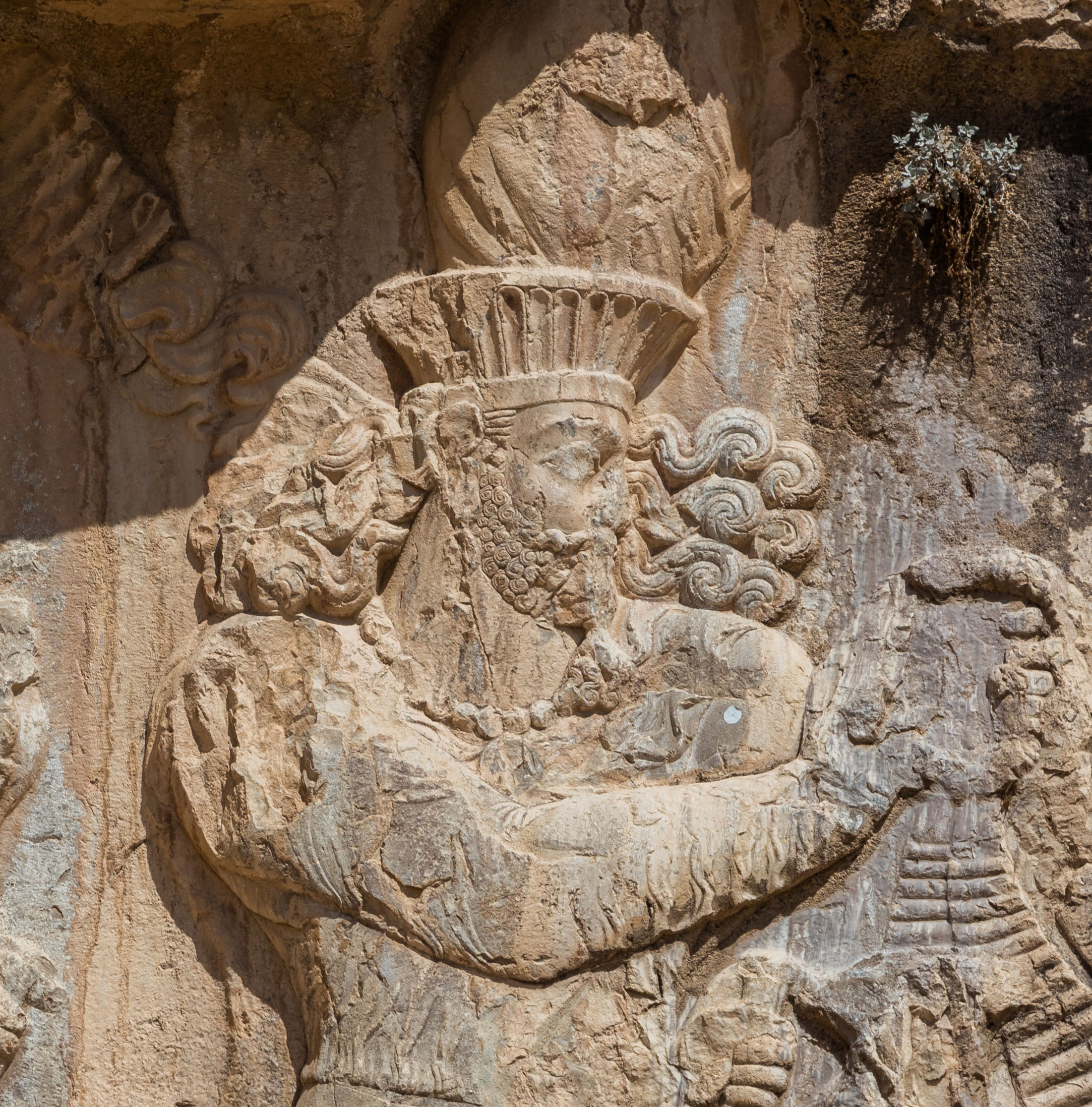
تاج نرسه شاهان‌شاه ساسانی ,در نقش رستم.

پس از حکومت اشکانی سلسله ساسانیان پا به عرصه وجود گذاشت. قبول اینکه فردی از پارس بنام اردشیر پاپکان به عنوان یک حاکم محلی بتواند بر اردوان پنجم؛ شکست دهنده دولت روم پیروزی یابد کمی دشوار بوده برای رومیان؛ البته طی دوران ساسانیان شکست‌هایی اتفاق افتاد که گاهی بر چهره سیاسی منطقه تأثیرگذار بود. مانند شکست نرسه از دولت روم یا شکست یزدگرد سوم از اعراب ساسانیان از ادوار مهم دوران تاریخی هستند که در نقاط مختلف کشور آثار مختلفی بر جای گذاشتند. شهریاران ساسانی از ابتدای سلسله تا انتهای آن از تاج‌های متنوعی استفاده می‌کردند که تاج‌هایشان با هم دیگر تفاوت‌های جرئی و کلی می‌داشت.

## معنا و مفهوم تاج
تاج، سربند یا کلاهی که معمولاً از جنس طلا و فلزات ارزشمند با جواهرات گرانبها بوده و عموماً توسط افراد عالیرتبه یک کشور مورد استفاده قرار می‌گیرد. تاج کلمه‌ای پارسی بوده که از زبان فارسی به عربی راه یافته وزن تاج‌های شهریاران ساسانی متغیر بوده و بستگی به استفاده از سلایق پادشاهان بوده‌است. مثلاً در اواخر دوره ساسانی به علت وزن زیادی که بر تاج قرار داشت و در واقع آن‌ها را نمی‌توانستند بر سر نهند بلکه تاج را از بالای تخت و از سقف به وسیله زنجیر طلایی چنان نازکی آویزان می‌کردند تا اینگونه وزن تاج بر سر شاهان سنگینی نکند.

## اجزاء و ضمائم تاج
- کوریمبوس یا گویی که بر بالای تاج شهریاران ساسانی دیده می‌شود، نمادی از مهر و نشان خانوادگی ساسانیان و نماد مالکیت بر جهان بود. اما در پاره یی از اوقات این گوی شامل موی‌های جمع شده پادشاه که تشکیل کره‌ای را داده بود می‌شد.[۶] و گاه به صورتی این گوی نماد مهر و گاه به شکل ستاره که نماد آناهیتا و البته نماد ستاره را برای میترا می‌توان در نظر گرفت.[۷]

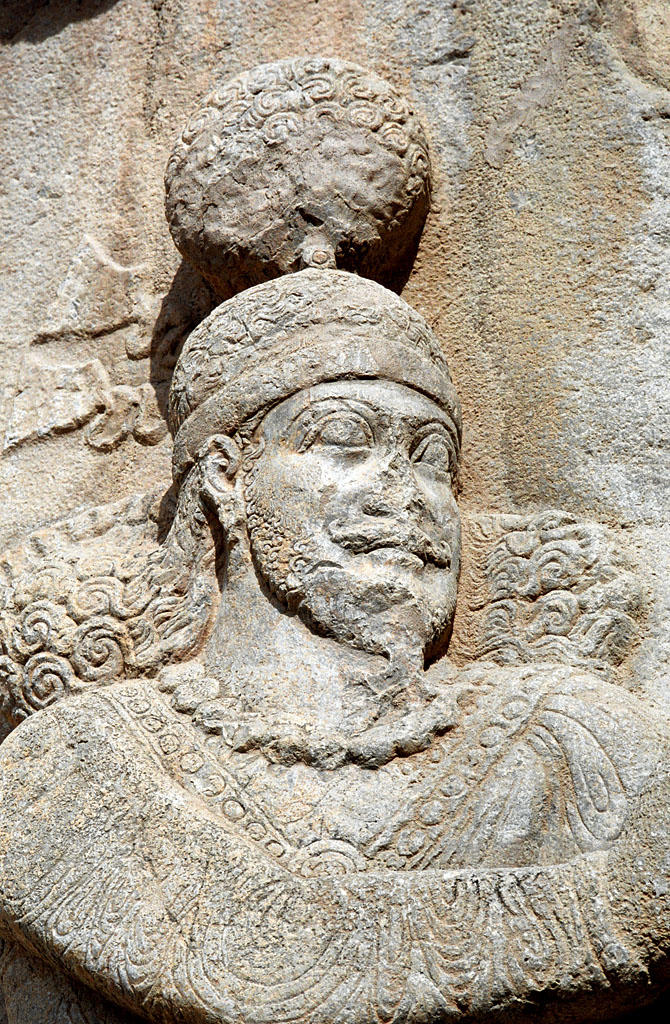
نقش اردشیر دوم ساسانی در طاق بستان. نشان گوی یا کوریمبوس در تاج وی دیده می‌شود.

- هلال ماه در مورد نماد هلال ماه که نماد ایزد آناهیتا که با پاکیزگی و تقدس همراست. نقش ماه را باید نماد آناهیتا با خصوصیات پاکیزگی آن در نظر گرفت این نقش هم ارتباطی با نماد ملی و مذهبی پیدا می‌کرد.[۸] ساسانیان نسب خود خویش را به ایرج می‌رساندند و نمادی که برای او قائل بودند نقش ماه بود و اعتقاد به نقش ماه برای ایرج ریشه‌ای بسیار کهن داشت. اما استفاده از عنصر ماه زمانی اوج گرفت که آن‌ها خود را در میانه دوره ساسانی از نژاد کیانی معروفی کردند.[۹]
- بال‌های برافراشته نماد ایزد بهرام محسوب می‌شود. این بال‌ها که به صورت مرغ وراغنه با بال‌های گشوده دیده می‌شود بر تاج بسیاری از شهریاران ساسانی نقش بسته‌است. اکثر اوقات هنگامی که در صحنه نبرد پیروزی اتفاق می‌افتاد شهریاران ساسانی اقدام به افزودن نقش بال می‌کردند. به علاوه نقش بال نماد فره از سوی بهرام برای شهریاران ساسانی نیز محسوب می‌شود.[۱۰]
- انوار در مورد انوار یا حاله نور می‌توان گفت این انوار چون با خورشید و مهر مرتبط بودند در وهله اول نماد مهر محسوب می‌شدند. چون شهریاران ساسانی مشروعیت خود را از ایزدان کسب می‌کردند این فره نماد الهی بودن پادشاهان ساسانی بود.[۱۱]
- کنگره که بر تاج شاهان ساسانی نقش بسته، هم نشان مذهبی و هم نشان ملی را شامل می‌شود؛ که این علایم نمادهایی از خدایان هستند که برای نشان دادن رابطه نزدیک خدا و شاه منظور شده بود.[۱۲]

## طراحی و شکل تاج
طراحی تاج با جزئیات آن در دوره ساسانی به اندازه ای دارای اهمیت بود که از روی شکل و جزئیات آن، می توان فرمانروایی که تاج به وی تعلق داشته را شناسایی نمود. در بین فرمانروایان ساسانی، اردشیر یکم بیشترین تنوع تاج را داشته بطوریکه بر اساس سکه های باقیمانده از وی، ۸ نوع تاج مختلف قابل تشخیص است:

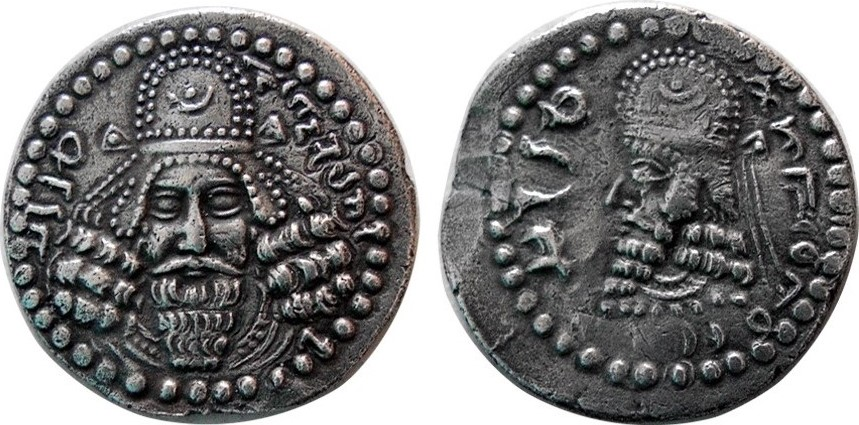
چهره تمام رخ اردشیر پنجم (شاه پارس)
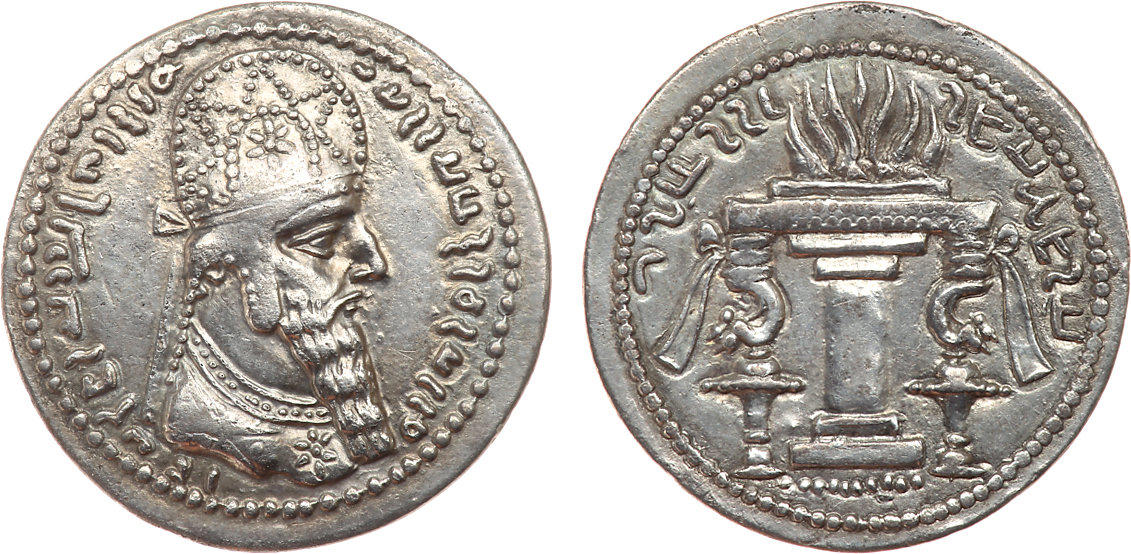
تاج پارتی اردشیر یکم
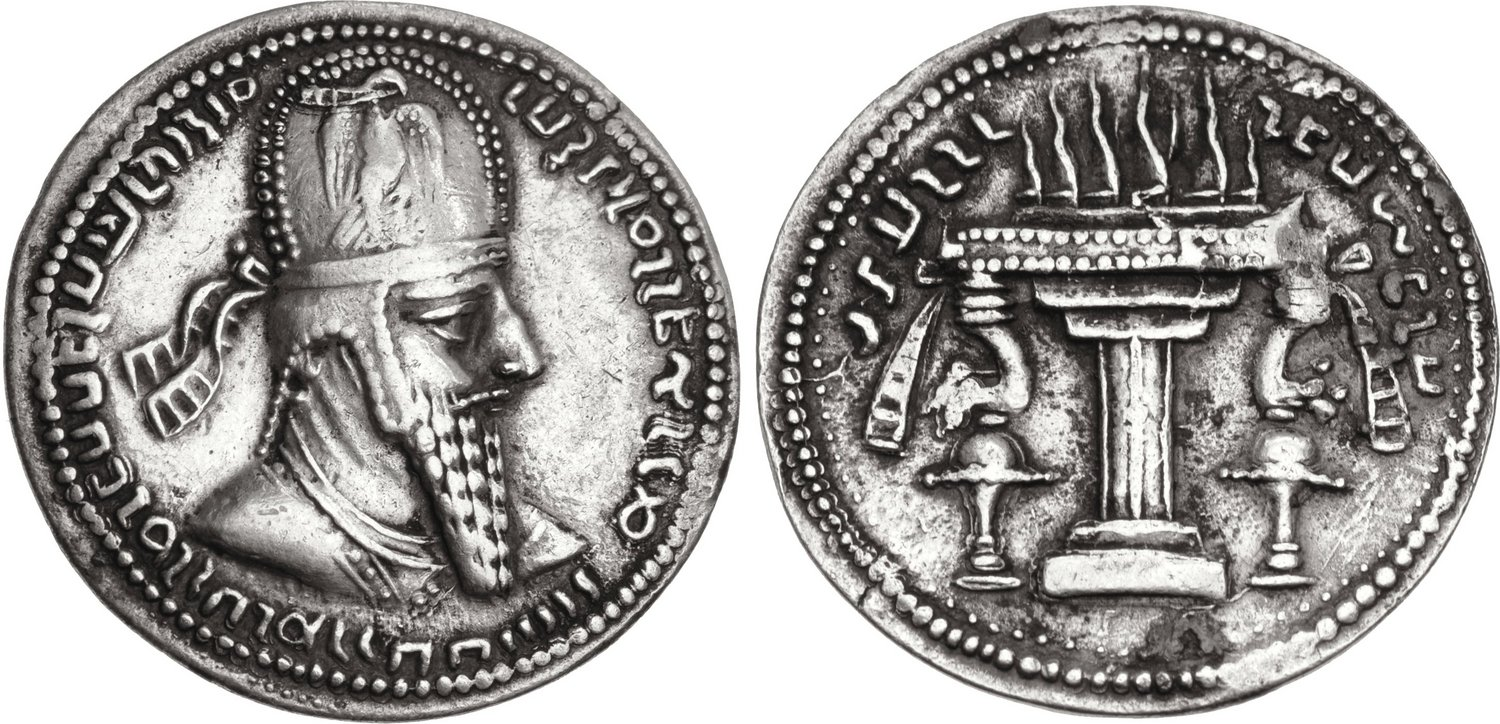
تاج پارتی مزین به عقاب
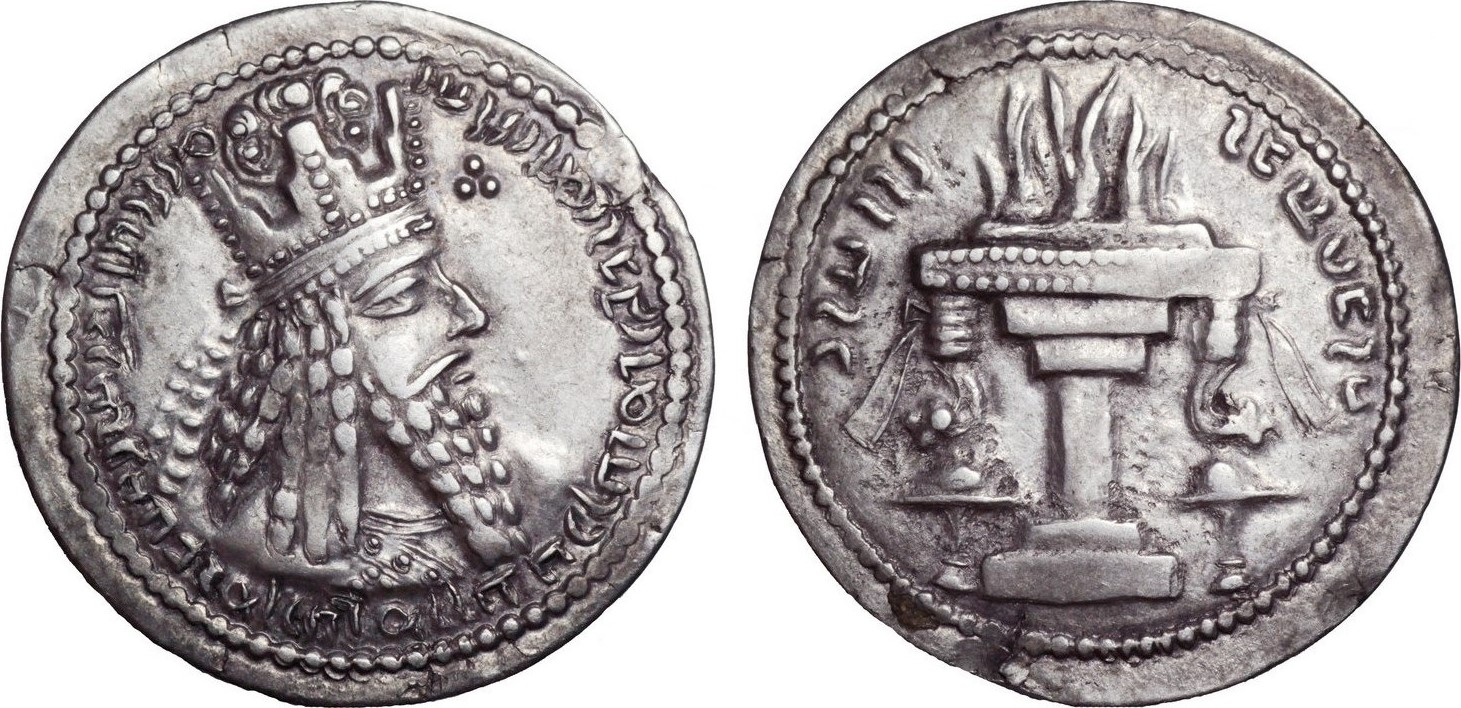
تاج اهورامزدا (کنگره ای)
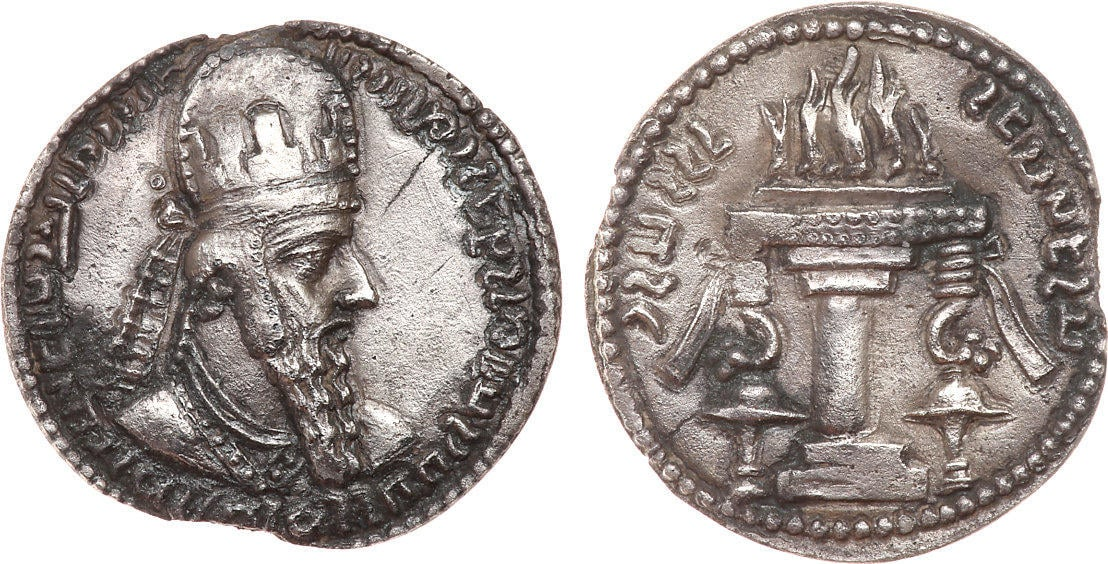
تاج با ترکیبی از کلاه پارتی و تاج کنگره ای
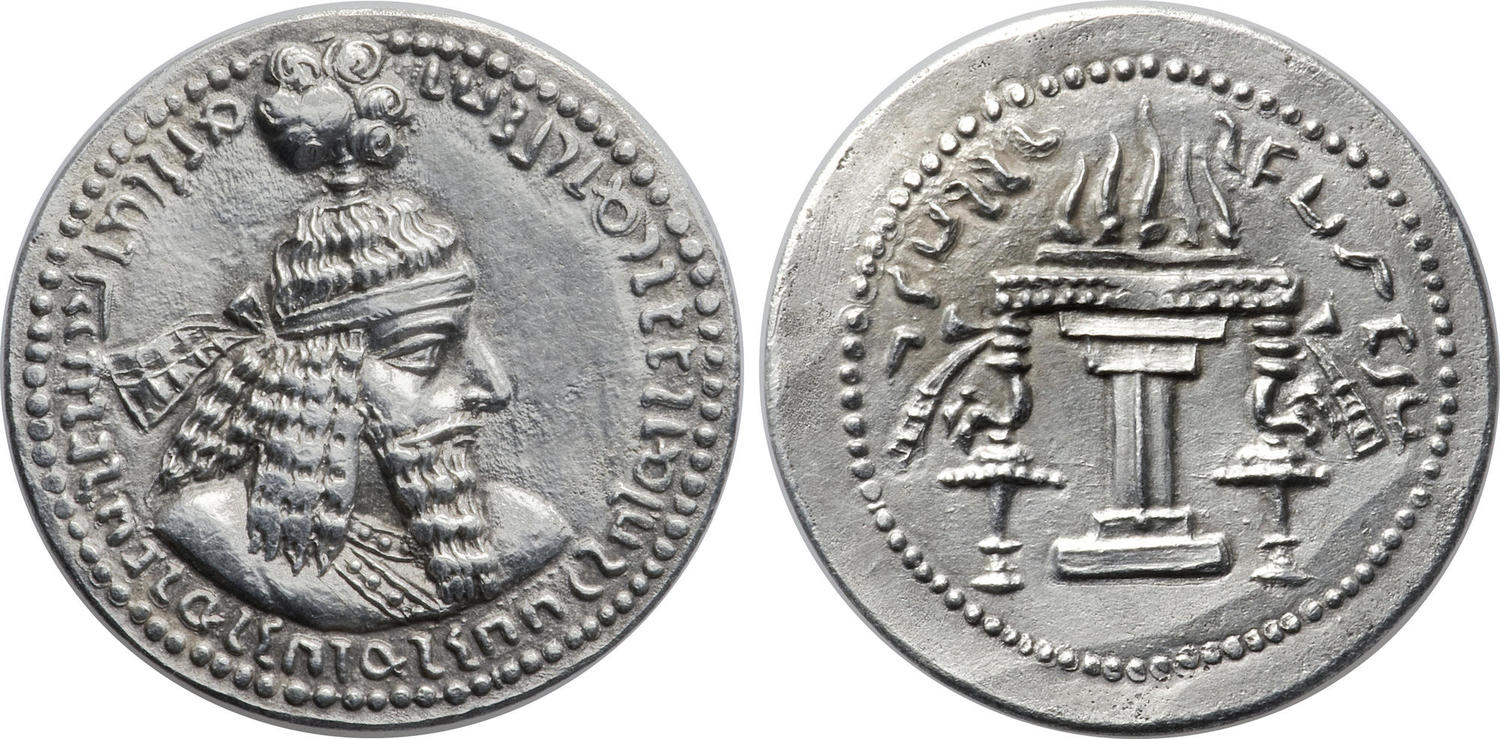
دسته کروی مو در بالای سر و سربند
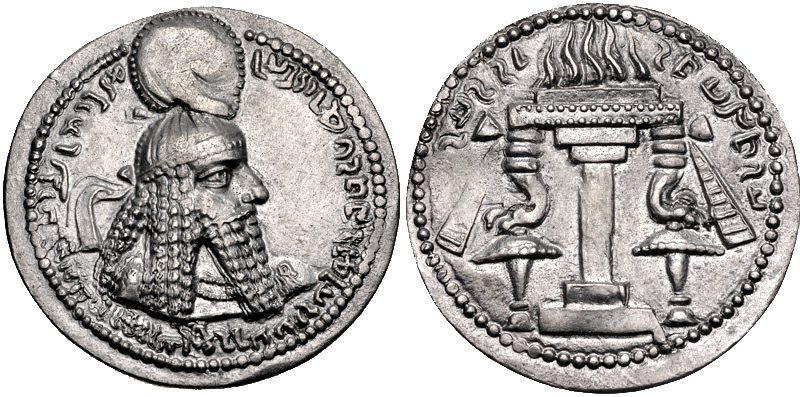
اردشیر یکم با سرپوش ابریشمین
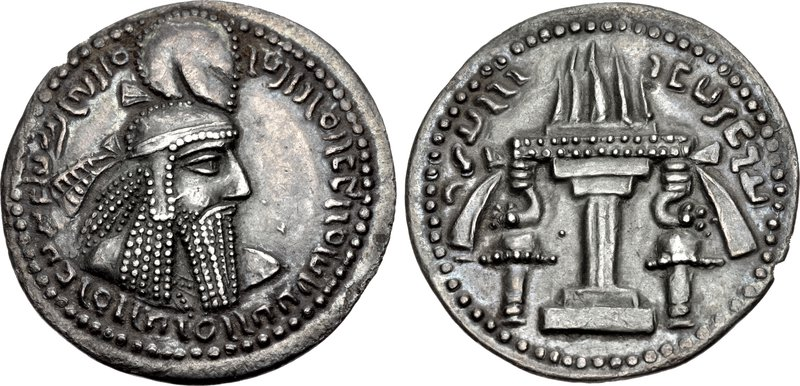
اردشیر یکم با سرپوش ابریشمین و گوش پوش

بطور کلی و بر اساس عناصر و تزئینات اصلی، تاج های ساسانی توسط روبرت گوبل و با مطالعه طرحهای حک شده بر روی سکه های این دوره به هشت گونه متفاوت طبقه بندی شده اند:
1. تاج کلاه دار (کلاه جزء غالب است): گونه ای از تاجهای اردشیر یکم، تاج اردشیر دوم، هرمز یکم، یزدگرد یکم، پیروز یکم
2. تاج چهار کنگره ای: اردشیر یکم، شاپور یکم، شاپور دوم، یزدگرد دوم، بلاش، اردشیر سوم
3. تاج قوسی منقسم: نرسه و شاپور سوم
4. تاج دو کنگره ای: بهرام پنجم و جاماسپ
5. تاج سه کنگره ای: پیروز، قباد یکم، خسرو یکم، هرمز چهارم، بهرام ششم و ویستهم
6. تاج بالدار: پیروز، خسرو دوم، هرمز پنجم، خسرو پنجم، اردشیر سوم، یزدگرد سوم
7. سربند (بدون تاج رسمی): شاپور دوم، بهرام چهارم، یزدگرد یکم
8. سایر طرح ها: بهرام یکم، بهرام دوم، هرمز دوم، بهرام چهارم، پوراندخت

| ردیف | شاه ساسانی            | تصویر تاج (ها)     | تزئینات روی تاج |
| ---- | --------------------- | ------------------ | --- |
| ۱    | اردشیر یکم            |                    | - تاج پارتی اردشیر دارای گوش-پوش و مزین به مرواریدهای متعددی است. این تاج در پایین خود دارای سربندی است که در دو طرف سر گره خورده و در ادامه، دو روبان از آن بر پشت سر افتاده است. بر بدنه تاج یک گل شش پَر قرار گرفته و مرواریدهایی در دو یا چهار ردیف نیم دایره ای آن را احاطه کرده اند و یک ردیف مروارید بین دو ردیف از نیم دایره ها بصورت زیگزاگ استقرار یافته اند. - نوع دیگری از تاج پارتی اردشیر شاهینی بر میانه خود دارد که بالهای خود را گشوده و روبانی بر منقار دارد. - در بالای تاج کنگره ای او دسته ای مدور از موهایش دیده می شود و این نوع تاج مزین به جواهرات مدور است. - دیهیمی از اردشیر دیده شده که بدون هیچ گونه سرپوشی استفاده شده و بندهای آن از پشت سر آویخته شده اند. بخشی از موهای او بر بالای سر بصورت کروی با روبانی بسته شده اند. - تاج اواخر حکومت اردشیر، از سرپوشی ابریشمین تشکیل شده که موهای وی را در حجمی مدور شکل (کریمبوس) جمع کرده است. اطراف کریمبوس مزبور مرواریددوزی شده است. این سرپوش خود بر دو نوع است: واجد گوش-پوش و فاقد آن. - تاج دیگری از اردشیر که بر سکه ای کمیاب نقش بسته ترکیبی از تاج پارتی و کنگره ای اوست؛ بطوریکه چهار کنگره بخش مدور تاج پارتی را در بر گرفته اند. |
| ۲    | شاپور یکم             |                    | - تاج کنگره دار شاپور یکم، بسیار شبیه تاج کنگره دار اردشیر است، با این تفاوت که در بالای این تاج کریمبوس مزین به مروارید قرار دارد و در نوع متداول آن، گوش-پوش نیز به آن اضافه گردیده است. گوش-پوش در تاج شاپور خود دارای دو طراحی است: آویخته به سمت پایین و متمایل به سمت عقب. - تاج دیگری از شاپور بر روی درخمی بسیار کمیاب دیده شده که منتهی به سر عقاب است. |
| ۳    | هرمز یکم              |                    | تاج هرمز یکم شباهت زیادی به سرپوش ابریشمین اردشیر یکم دارد، با این تفاوت که تزئیناتی موجی شکل در لبه پایینی آن نقش بسته است. کریمبوس در روی تاج با بندی بسته شده و دارای تزئینات مروارید است. |
| ۴    | بهرام یکم             |                    | تاج بهرام یکم از نظر داشتن میله های نوک تیز منحصر به فرد است. این زوائد میخی شکل که همواره پنج عدد هستند به عنوان نمادی از ایزد مهر معرفی شده اند. تاج او نیز دارای کریمبوس و گوش-پوش مزین به مروارید است. |
| ۵    | بهرام دوم             |                    | تاج بهرام دوم دارای کریمبوسی نسبتاً حجیم در جلو و دو بال در طرفین است. این بالها نماد ایزد بهرام هستند. |
| ۶    | نرسه                  |                    | - تاج نرسه دارای کنگره های دندانه ای شکل در زیر و کریمبوسی مزین به مروارید در بالا است. بر اساس نوع و اندازه این دندانه ها سه نوع تاج از او تشخیص داده شده است. - تاج نوع چهارم او مزین به سه برگ است که این تاج را منحصر به فرد نموده است. |
| ۷    | هرمز دوم              |                    | تاج هرمز چهارم مزین به یک شاهین در بدنه تاج است که یک کریمبوس در بالای آن و یک ردیف مروارید در زیر آن قرار گرفته است. یک گوی بر نوک شاهین دیده می شود. |
| ۸    | شاپور دوم             |                    | - از شاپور دوم یک سربند و سه نوع تاج کنگره ای مشابه با تزئینات متفاوت دیده شده است. تاج کنگره ای شاپور از انواع تاج های چهار کنگره ای و مشابه تاج شاپور یکم اما بدون گوش-پوش است. - تاج نوع اول دارای کریمبوس مزین به مروارید بوده و یک ردیف مروارید در لبه پایینی تاج قرار گرفته است. - تاج نوع دوم دارای دندانه هایی مدور در لبه پایینی است. - تاج نوع سوم دارای سنگهای مدور در میانه کنگره ها و دندانه هایی مدور در لبه پایینی است. |
| ۹    | اردشیر دوم            |                    | سرپوش اردشیر دوم بسیار مشابه سرپوش ابریشمی اردشیر یکم همراه با تزئینات مرواریددوزی است. در بالای این سرپوش کریمبوس بسته شده با بند دیده می شود. |
| ۱۰   | شاپور سوم             |                    | شاپور سوم با چهار نوع تاج قوسی بر روی سکه ها نقش گردیده است. - تاج مزین به سه کنگره در طرفین که برگها یا گلهایی را احاطه کرده اند. - تاج مزین به گلها یا گیاهانی فاقد کنگره دور. - تاج قوسی با کنگره های کوچک و بهم فشرده. - تاج قوسی با تقسیمات مورب. |
| ۱۱   | بهرام چهارم           |                    | بهرام چهارم با دو نوع پوشش سر دیده شده است: - دیهیمی متشکل از یک ردیف مروارید که گره ای در پشت خود دارد. - تاجی با یک کنگره بزرگ در جلو و دو بال نماد ایزد بهرام در طرفین. یک کریمبوس در میانه بالایی تاج و دو ردیف مروارید در لبه پایینی آن قرار دارند. |
| ۱۲   | یزدگرد یکم            |                    | خصوصیت عمده تاج های یزدگرد یکم وجود یک هلال مشخص در جلوی آنهاست. - سربند ساده او نیز مزین به چنین هلالی است. - تاج نوع اول او تاجی گرد با یک کنگره در طرفین و یک هلال در جلو است که از پایین با دو ردیف مروارید تزیین شده. در بالای تاج یک کره قرار دارد. - تاج نوع دوم مشابه تاج اول است با این تفاوت که در زیر کره بالای تاج دو بند دیده می شود. |
| ۱۳   | شاپور چهارم           |                    | سکه ای بسیار کمیاب از شاپور چهارم بدست آمده که او را با تاجی منحصر بفرد نشان می دهد. در مرکز و بالای این تاج دو شاخ قوچ رو به پایین دیده می شود و بر روی بدنه آن جواهراتی مدور قرار گرفته است. |
| ۱۴   | بهرام پنجم            |                    | تاج بهرام پنجم از نوع تاجهای دو کنگره است که دو کنگره آن در جلو و پشت تاج قرار دارند. در بالای تاج یک گوی درون یک هلال قرار گرفته که از نمادهای نجومی هستند. یک ردیف مروارید در لبه پایینی تاج به چشم می خورد. |
| ۱۵   | یزدگرد دوم            |                    | تاج یزدگرد دوم بسیار شبیه به تاج بهرام پنجم است با این تفاوت که از چهار کنگره تشکیل شده است. |
| ۱۶   | هرمز سوم              | فاقد تاج طراحی شده | |
| ۱۷   | پیروز                 |                    | سه نوع تاج از پیروز یکم دیده شده است: - تاج با دو کنگره در طرفین، یک هلال در جلو و یک گوی و هلال در بالای تاج و یک ردیف مروارید بر لبه پایینی. - تاج سه کنگره ای با تزئینات مشابه تاج نوع اول. - تاج سه کنگره ای که علاوه بر تمام تزئینات فوق دارای دو بال در زیر گوی و هلال است. |
| ۱۸   | بلاش                  |                    | تاج بلاش از نوع چهار کنگره ای بوده و در بالا مزین به گوی و هلال است. دو ردیف مروارید بر لبه پایینی آن دیده می شود. در تاج نوع اول هر کنگره در دو طبقه و در تاج نوع دوم هر کنگره در سه طبقه طراحی شده است. |
| ۱۹   | قباد یکم              |                    | - تاج دوره اول حکومت قباد یکم از نوع سه کنگره ای بوده و یک هلال در جلو و یک گوی و هلال در بالای آن دیده می شود. - تاج دوره دوم حکومت وی مشابه تاج فوق است با این تفاوت که دو روبان که در زیر هلال گره خورده اند تا بالای تاج در اهتزازند. |
| ۲۰   | زاماسپ                |                    | تاج زاماسپ از نوع دو کنگره ای است اما در میانه آن یک گوی و دو هلال در سه طبقه دیده می شود. بین دو هلال دو گوی کوچک بطور متناوب قرار گرفته اند. دو ردیف مروارید نیز در لبه پایینی تاج قرار دارد. |
| ۲۱   | خسرو یکم (انوشیروان)  |                    | تاج خسرو انوشیروان از یک کلاه ایستاده و سه کنگره دو طبقه ای تشکیل شده. یک هلال در جلو و مجموعه کره و هلال در بالای آن دیده می شود. دو ردیف مروارید بر لبه پایینی تاج وجود دارد. |
| ۲۲   | هرمز چهارم            |                    | تاج هرمز چهارم شباهت بسیاری با تاج انوشیروان دارد. |
| ۲۳   | خسرو دوم (خسرو پرویز) |                    | چهار نوع تاج بر روی سکه های خسرو پرویز دیده شده اند: - تاج سه کنگره ای مشابه با تاج انوشیروان و هرمز چهارم. - تاج سه کنگره ای با تزئینات فوق اما با دو بال و هلال و ستاره در بالا. - تاج سه کنگره ای با کلاه خوابیده و مزین به دو بال و هلال و ستاره. - تاج با چهار کنگره و بدون هلال جلو. |
| ۲۴   | بهرام ششم (چوبین)     |                    | تاج بهرام ششم مشابه تاج نوع اول خسرو پرویز است. |
| ۲۵   | ویستهم                |                    | تاج ویستهم مشابه تاج نوع اول خسرو پرویز اما مزین به دو هلال در بالای تاج است. تعداد طبقات کنگره های آن از دو به سه افزایش پیدا کرده است. |
| ۲۶   | قباد دوم (شیرویه)     |                    | تاج قباد دوم مشابه تاج نوع اول خسرو پرویز است و تنها تزئینات روی گوی از خطوط عمودی تشکیل شده و دارای کنگره های سه طبقه ای است. |
| ۲۷   | اردشیر سوم            |                    | تاج اردشیر سوم از نوع تاجهای چهار کنگره ای است و در جلوی تاج یک هلال کوچک دیده می شود. دو ردیف مروارید در لبه پایینی تاج جای گرفته اند. - در تاج نوع اول، یک گوی و هلال در بالای تاج و یک روبان در زیر هلال قرار گرفته. - در تاج نوع دوم، دو بال بجای روبان در زیر هلال دیده می شوند. |
| ۲۸   | شهروراز               |                    | تاج شهروراز مشابه تاج نوع چهارم خسرو پرویز است. |
| ۲۹   | خسرو سوم              |                    | تاج خسرو سوم مشابه تاج نوع سوم خسرو پرویز است. |
| ۳۰   | پوراندخت              |                    | تاج پوراندخت تاجی منحصر به فرد، مدور و مزین به گلهایی در لبه پایینی تاج است. در بالای تاج هلال و ستاره و در زیر هلال دو بال دیده می شود. |
| ۳۱   | آزرمی دخت             |                    | تاج آزرمیدخت مشابه تاج نوع سوم خسرو پرویز است. |
| ۳۲   | خسرو چهارم            |                    | تاج خسرو چهارم مشابه تاج نوع سوم خسرو پرویز است. |
| ۳۳   | فرخ هرمز (هرمز پنجم)  |                    | تاج فرخ هرمز (هرمز پنجم) مشابه تاج نوع سوم خسرو پرویز است. |
| ۳۴   | هرمز ششم              |                    | تاج هرمز ششم مشابه تاج نوع سوم خسرو پرویز است. |
| ۳۵   | یزدگرد سوم            |                    | تاج یزدگرد سوم مشابه تاج نوع چهارم خسرو پرویز است با این تفاوت که یک هلال در جلوی تاج به آن اضافه شده است. |

## تأثیر فره بر تاج

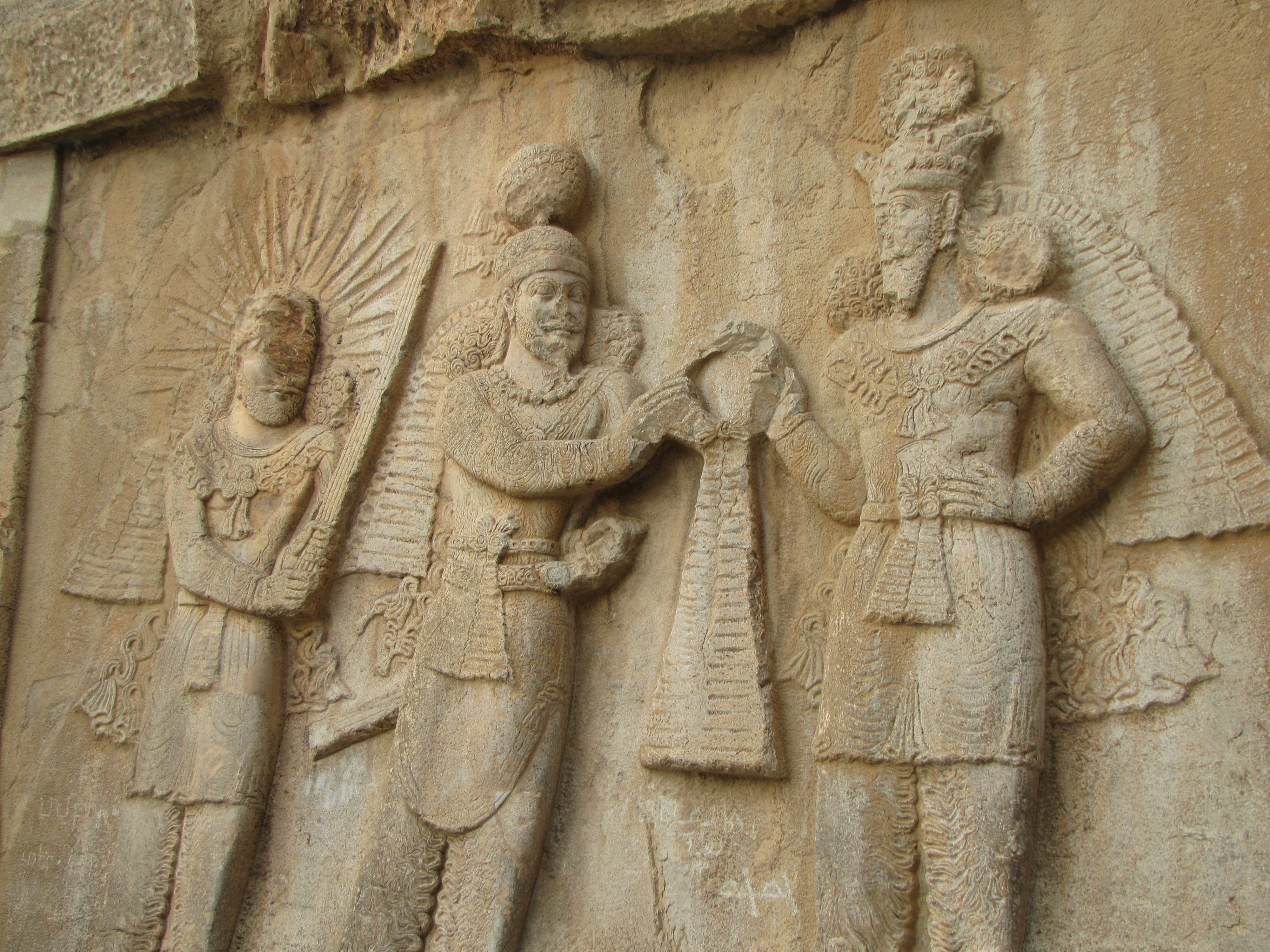
اردشیر دوم ساسانی در حال تاج ستانی

در مورد فره و نقش آن بر تاج می‌توان گفت شاهان که ادعایی از انتساب شاهی به اهورامزدا و ایزدان چون مهر و آناهیتا داشتند. نقش یا نماد آن‌ها را بر تاجشان نصب می‌کردند و به این عمل تنفیذ فره می‌گفتند. شاهان هرگاهکه این فر ایزدی را داشتند پادشاهی شایسته و منتخب و منتصب از ایزدان شمرده می‌شدند؛ بنابراین پادشاهی که لیاقت شاهی نداشت با این عنوان که فر شاهی ندارد و اینکه منتخب ایزدان نیست از سلطنت خلع می‌شدند و فره از او گرفته می‌شد. هنگامی جمشید فر خود را از دست داد پادشاهی خود را هم از دست داد و ضحاک بدکار توانست او را شکست دهد. اینجا فره کیانی مخصوص شاهان خوب بوده‌است. خشایارشاه در یونان از فره باستانی یاری می‌طلبید. یا داریوش سوم سپاهیانش را با فره ایرانی پیش می‌راند.

## مفهوم قدرت تاج
تاج دارای چنان ارزشی بود که ممکن بود شاهزادگان برای بدست آوردن آن جان خویش را بخطر اندازند. چنانچه بعد از مرگ یزدگرد یکم و پیدا شدن مدعیان سلطنتی، تاج را بین دو شیر در قفس قرار دادند تا هرکه بر شیران غلبه کرد، تاج بر سر گذارد و شاهنشاه خواهد بود. از لحاظ معنایی تاج به دلیل نمایش افتخارات و اعتقادات ملی و مذهبی دارای چنان اعتباری بود که کوچکترین بی‌احترامی به آن مجازات مرگ را در پی می‌داشت. یا در تاجگذاری هرمز چهارم پسرش خسرو پرویز در مقابل پدر زمین را بوسه زد. در واقع داشتن تاج اعتباری بود برای پادشاهان.